# والت براون
والت براون (بالإنجليزية: Walt Brown) هو مهندس وضابط وسياسي أمريكي، ولد في 28 يوليو 1926 في لوس أنجلوس في الولايات المتحدة. حزبياً، نشط في Oregon Progressive Party ‏ والحزب الديمقراطي. وقد انتخب عضو مجلس ولاية أوريغون.